# Hirama Naomichi
Naomichi Hirama (sinh ngày 6 tháng 7 năm 1987) là một cầu thủ bóng đá người Nhật Bản.

## Sự nghiệp câu lạc bộ
Naomichi Hirama đã từng chơi cho YSCC Yokohama.